# Mac OS X 10.1
Mac OS X version 10.1, nombre en código “Puma”, es la segunda versión del Mac OS X, el sistema operativo de Apple para escritorio y servidores. Viene después del Mac OS X v10.0 y es reemplazado por el Mac OS X v10.2. Fue liberada el 25 de septiembre de 2001 como una actualización gratuita a la versión 10.0. Comenzando con la versión 10.1.2, Apple hizo del Mac OS X su sistema operativo predeterminado en los nuevos Macs, además en este mismo puede haber muchos programas más que en la competencia, pero claro teniendo algunos más programas puede no tener otros programas que en otros sistemas operativos no.
Fue distribuido a los usuarios de Macintosh el 25 de octubre de 2001 en las Apple Store y distribuidores de la compañía. El sistema operativo tuvo una mejor recepción que el Mac OS X versión 10.0, aunque los críticos afirmaron que carecía de funciones y estaba plagado de bugs.
Requisitos del sistema.
Requisitos del sistema Computadoras compatibles: Power Mac G3 Power Mac G4 Cubo Power Mac G4 iMac G3 eMac PowerBook G3 , excepto el PowerBook G3 original PowerBook G4 yo reservo RAM: 128  megabytes (MB) (extraoficialmente 64 MB mínimo) Espacio en disco duro: 1,5  gigabytes (GB) Mac OS X 10.1 - https://es.qaz.wiki/wiki/Mac_OS_X_10.1

## Características
Apple introdujo muchas características que no estaban presentes en la versión anterior, al igual que mejoró el rendimiento del sistema.
- Mejora en el rendimiento — Mac OS X v10.1 introdujo un gran incremento en el rendimiento del sistema.
- Quemado de discos — Mejor soporte en el Finder así como en iTunes.
- Reproductor de DVD — Los discos DVD podían ser reproducidos en el Reproductor de DVD de Apple.
- Mayor soporte para impresoras (200 impresoras soportadas out of the box) — Una de las principales quejas de los usuarios de la versión 10.0 fue la carencía de controladores para impresoras.
- 3D mejorado (OpenGL corre un 20% más rápido) — Los drivers de OpenGL fueron bastamente mejorados para esta versión del Mac OS X, el cual permitió un gran rendimiento para elementos 3D en la interfaz y aplicaciones en 3D.
- AppleScript mejorado — La interfaz de scripts ahora permite acceso a muchos componentes del sistema, como la central de impresión, y el Terminal, lo que permite mejorar la personalización de la interfaz. También, Apple introdujo AppleScript Studio, lo que permite al usuario crear aplicaciones completas en AppleScript en una interfaz gráfica simple.
- ColorSync 4.0, el gestor del color del sistema.
- Image Capture, para descargar imágenes de cámaras digitales y escáneres.